# 日内瓦共和国

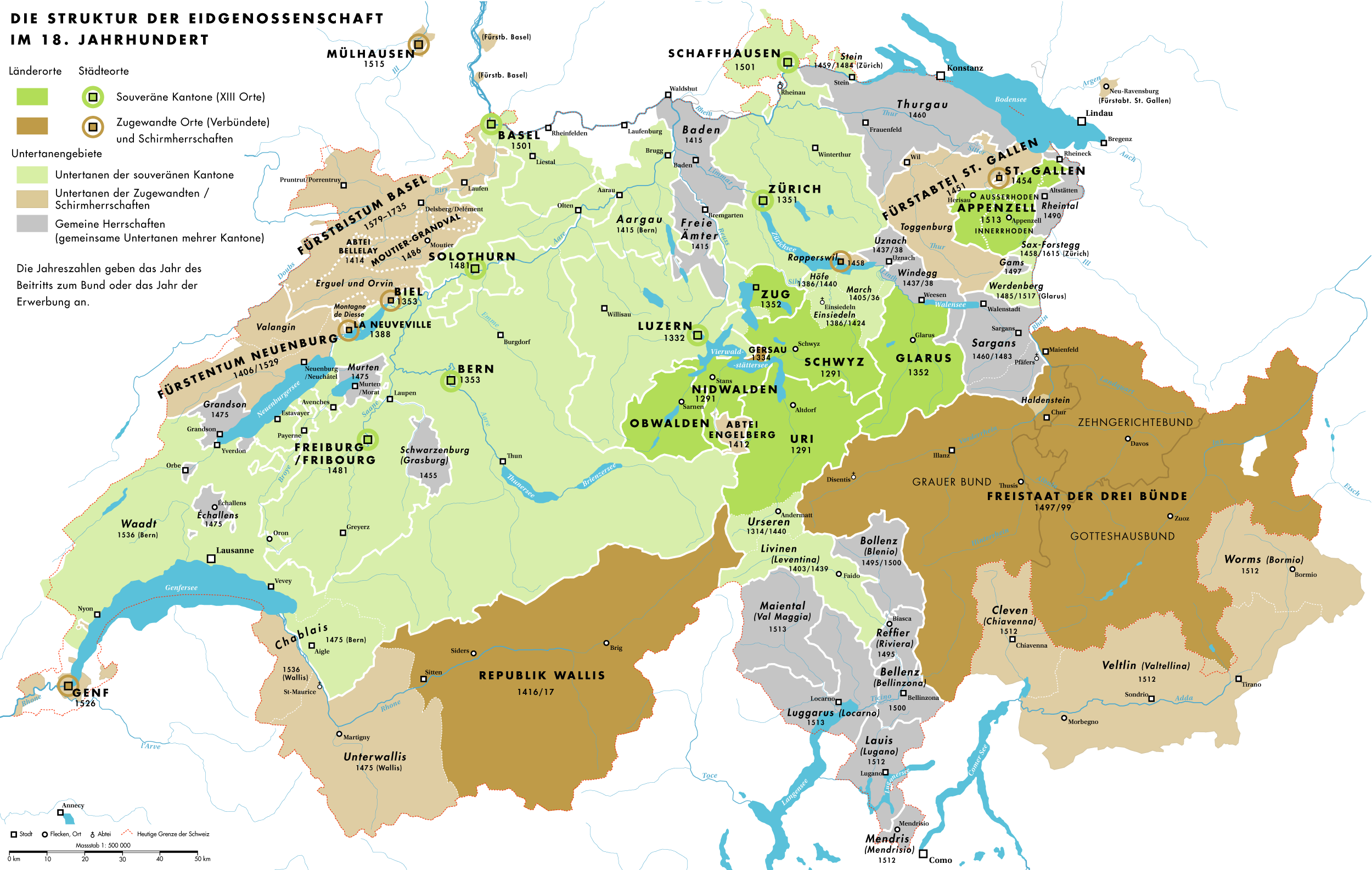
18世纪瑞士邦联的组成

日内瓦共和国（法語：République de Genève）是1534年（或1541年）—1798年欧洲的一个独立国家。1541年，日内瓦市议会通过约翰·加尔文制定的《民事法令》，建立日内瓦共和国。该共和国一直延续至法国大革命时被法国占领。1813年，復國。1815年，加入瑞士邦聯，成為日內瓦州。